# House of Pain
House of Pain war eine US-amerikanische Rap-Band. Sie wurde 1991 gegründet und bestand aus den beiden MCs Daniel O’Connor (Danny Boy) und Erik Schrody (Everlast) sowie dem DJ Leors Dimants (DJ Lethal). Der Name der Band wurde aus dem Horrorroman Die Insel des Dr. Moreau von H. G. Wells entlehnt.

## Geschichte
Nachdem Everlasts Soloalbum Forever Everlasting nicht den erwünschten Erfolg erzielt hatte, gründete er mit seinen Highschool-Freunden Danny und Leors die Gruppe House of Pain. Durch den Kontakt zu Cypress Hills DJ Muggs, der ihr Debütalbum produzierte, erhielt die Band einen Plattenvertrag. Im Jahre 1992 erschien ihr Debütalbum House of Pain auf Tommy Boy Records. Die Single Jump Around erreichte Platz 3 der US-Charts und machte sie bekannt.
Wegen Alkoholexzessen und unerlaubten Waffenbesitzes (Everlast) geriet das Trio häufig mit dem Gesetz in Konflikt. Aufgrund dieser Vorstrafen wurde auch der geplante Pub House of Pizza, den die Band mit Schauspieler Mickey Rourke eröffnen wollte, nie Realität.
Das Trio wirkte 1993 am Judgment-Night-Soundtrack mit. Danny Boy und Everlast übernahmen im Film kleine Nebenrollen. Die Gruppe veröffentlichte 1994 ihr zweites Album Same As It Ever Was, das nicht an den Erfolg des Vorgängers anknüpfen konnte. Danach wurde es ruhiger um die Band. 1996 erschien das dritte und letzte Album (Truth Crushed To Earth Shall) Rise Again, das von der Presse und den Fans weitestgehend ignoriert wurde. Am Erscheinungstag verließ Everlast die Band, die sich damit auflöste. Er begann eine Solokarriere und veröffentlichte weitere Alben. DJ Lethal wechselte zu Limp Bizkit, mit denen er seine Karriere erfolgreich fortsetzte.
Von Danny Boy hörte man lange Zeit nichts mehr. Sein Projekt A.T.F. (Alcohol, Tobacco, Firearms) verlief noch vor der ersten Veröffentlichung im Sand. In den Jahren 2000/2001 war Danny Boy in einer Gruppe namens X-Supermodels. Danach schloss er sich dem Projekt Shotblockers an, zu dem auch Danny Diablo gehört.
Seit 2006 gehören alle Mitglieder in verschiedenen Funktionen zur Rapformation La Coka Nostra, die 2009 das Album A Brand You Can Trust veröffentlichte.

## Name
Im 1896 veröffentlichten Roman „Die Insel des Dr. Moreau“ werden Tiere durch Vivisektion in menschenähnliche Chimären verwandelt, die aufrecht gehen und sprechen können, jedoch stets dazu neigen, wieder in ihre Tiernatur zurückzufallen. Wenn sie sich nicht an die durch Dr. Moreau ausgestellten Gesetze („The Law“) halten und z. B. Fleisch essen, droht dieser damit, sie erneut im „Haus der Schmerzen“ zu vivisezieren.

„“Who breaks the Law—” said Moreau, taking his eyes off his victim, and turning towards us (it seemed to me there was a touch of exultation in his voice)
“Goes back to the House of Pain,” they all clamoured,—“goes back to the House of Pain, O Master!”“

Das Debütalbum Fine Malt Lyrics verwendet mehrfach Samples aus der Verfilmung von „Die Insel des Dr. Moreau“ aus dem Jahr 1977, u. a. gleich zu Beginn im Titel „Salutations“; der Titel „Commercial“ besteht aus einem längeren sample aus dem Film.
Die Tournee 2011 der Band trug den Titel „He Who Breaks the Law“, wiederum ein Zitat aus dem Roman von H. G. Wells.

## Diskografie

### Studioalben
| Jahr | Titel                                   | Höchstplatzierung, Gesamtwochen, AuszeichnungChartplatzierungen (Jahr, Titel, Platzierungen, Wochen, Auszeichnungen, Anmerkungen) | Höchstplatzierung, Gesamtwochen, AuszeichnungChartplatzierungen (Jahr, Titel, Platzierungen, Wochen, Auszeichnungen, Anmerkungen) | Höchstplatzierung, Gesamtwochen, AuszeichnungChartplatzierungen (Jahr, Titel, Platzierungen, Wochen, Auszeichnungen, Anmerkungen) | Höchstplatzierung, Gesamtwochen, AuszeichnungChartplatzierungen (Jahr, Titel, Platzierungen, Wochen, Auszeichnungen, Anmerkungen) | Höchstplatzierung, Gesamtwochen, AuszeichnungChartplatzierungen (Jahr, Titel, Platzierungen, Wochen, Auszeichnungen, Anmerkungen) | Anmerkungen                            |
| Jahr | Titel                                   | DE | AT | CH | UK | US | Anmerkungen                            |
| ---- | --------------------------------------- | --- | --- | --- | --- | --- | -------------------------------------- |
| 1992 | House of Pain (Fine Malt Lyrics)        | DE61 (10 Wo.)DE | — | — | UK73 Gold · (1 Wo.)UK | US14 Platin · (58 Wo.)US | Erstveröffentlichung: 21. Juli 1992    |
| 1994 | Same As It Ever Was                     | DE24 (13 Wo.)DE | AT30 (3 Wo.)AT | CH35 (5 Wo.)CH | UK8 (7 Wo.)UK | US12 Gold · (15 Wo.)US | Erstveröffentlichung: 28. Juni 1994    |
| 1996 | Truth Crushed to Earth Shall Rise Again | — | — | — | — | US47 (4 Wo.)US | Erstveröffentlichung: 22. Oktober 1996 |

### Kompilationen
- 2004: Shamrocks and Shenanigans (The Best of House of Pain and Everlast)

### EPs
- 1994: Legend

### Singles
| Jahr | Titel Album                                                | Höchstplatzierung, Gesamtwochen, AuszeichnungChartplatzierungen (Jahr, Titel, Album, Platzierungen, Wochen, Auszeichnungen, Anmerkungen) | Höchstplatzierung, Gesamtwochen, AuszeichnungChartplatzierungen (Jahr, Titel, Album, Platzierungen, Wochen, Auszeichnungen, Anmerkungen) | Höchstplatzierung, Gesamtwochen, AuszeichnungChartplatzierungen (Jahr, Titel, Album, Platzierungen, Wochen, Auszeichnungen, Anmerkungen) | Anmerkungen                            |
| Jahr | Titel Album                                                | DE | UK | US | Anmerkungen                            |
| ---- | ---------------------------------------------------------- | --- | --- | --- | -------------------------------------- |
| 1992 | Jump Around House of Pain (Fine Malt Lyrics)               | DE— GoldDE | UK8 ×2Doppelplatin · (44 Wo.)UK | US3 Platin · (30 Wo.)US | Erstveröffentlichung: 5. Mai 1992      |
| 1992 | Shamrocks and Shenanigans House of Pain (Fine Malt Lyrics) | — | UK23 (4 Wo.)UK | US65 (10 Wo.)US | Erstveröffentlichung: 1. November 1992 |
| 1993 | Who’s the Man? Who’s the Man? Soundtrack                   | — | — | US96 (2 Wo.)US | Erstveröffentlichung: 1993             |
| 1994 | On Point Same As It Ever Was                               | — | UK19 (3 Wo.)UK | US85 (5 Wo.)US | Erstveröffentlichung: 1994             |
| 1994 | It Ain’t a Crime Same As It Ever Was                       | — | UK37 (2 Wo.)UK | — | Erstveröffentlichung: 1994             |
| 1995 | Over There Shit Same As It Ever Was                        | — | UK20 (3 Wo.)UK | — | Erstveröffentlichung: 1995             |
| 1996 | Fed Up Truth Crushed to Earth Shall Rise Again             | — | UK68 (2 Wo.)UK | — | Erstveröffentlichung: 1996             |

Weitere Singles
- 1998: Jump Around (2000 Mix)

## Auszeichnungen für Musikverkäufe
| Goldene Schallplatte - Dänemark - 2022: für die Single Jump Around - Italien - 2024: für die Single Jump Around - Kanada - 1994: für das Album Same As It Ever Was | 2× Platin-Schallplatte - Kanada - 1993: für das Album House of Pain (Fine Malt Lyrics) 3× Platin-Schallplatte - Neuseeland - 2024: für die Single Jump Around |

Anmerkung: Auszeichnungen in Ländern aus den Charttabellen bzw. Chartboxen sind in ebendiesen zu finden.
| Land/RegionAuszeichnungen für Musikverkäufe (Land/Region, Auszeichnungen, Verkäufe, Quellen) | Gold     | Platin     | Verkäufe  | Quellen           |
| -------------------------------------------------------------------------------------------- | -------- | ---------- | --------- | ----------------- |
| Dänemark (IFPI)                                                                              | Gold1    | —          | 45.000    | ifpi.dk           |
| Deutschland (BVMI)                                                                           | Gold1    | —          | 250.000   | musikindustrie.de |
| Italien (FIMI)                                                                               | Gold1    | —          | 50.000    | fimi.it           |
| Kanada (MC)                                                                                  | Gold1    | 2× Platin2 | 250.000   | musiccanada.com   |
| Neuseeland (RMNZ)                                                                            | —        | 3× Platin3 | 90.000    | radioscope.co.nz  |
| Vereinigte Staaten (RIAA)                                                                    | Gold1    | 2× Platin2 | 2.500.000 | riaa.com          |
| Vereinigtes Königreich (BPI)                                                                 | Gold1    | 2× Platin2 | 1.300.000 | bpi.co.uk         |
| Insgesamt                                                                                    | 6× Gold6 | 9× Platin9 |           |                   |